# Mamadouba Camara
Mamadouba Camara (1954. január 5. –) guineai nemzetközi labdarúgó-játékvezető.

## Pályafutása

### Nemzeti játékvezetés
Az I. Liga játékvezetőjeként 2000-ben vonult vissza.

### Nemzetközi játékvezetés
A Guineai labdarúgó-szövetség Játékvezető Bizottsága (JB) terjesztette fel nemzetközi játékvezetőnek, a Nemzetközi Labdarúgó-szövetség (FIFA) 1991-től tartotta nyilván bírói keretében. A FIFA JB központi nyelvei közül a franciát beszéli. Több nemzetek közötti válogatott és klubmérkőzést vezetett, vagy működő társának 4. bíróként segített. Az aktív nemzetközi játékvezetéstől 2000-ben a FIFA JB 45 éves korhatárát elérve búcsúzott.

#### Női labdarúgó-világbajnokság
A világbajnoki döntőkhöz vezető úton Svédország rendezte a 2., az 1995-ös női labdarúgó-világbajnokságot, ahol a FIFA JB játékvezetőként alkalmazta. Világbajnokságon vezetett mérkőzéseinek száma: 1

##### 1995-ös női labdarúgó-világbajnokság

###### Világbajnoki mérkőzés
| Időpont         | Helyszín                   | Mérkőzés típusa        | Mérkőzés                        | Eredmény | Nézők száma |
| --------------- | -------------------------- | ---------------------- | ------------------------------- | -------- | ----------- |
| 1995. június 8. | Strömvallen Stadion, Gävle | selejtező (C. csoport) | Amerikai Egyesült Államok–Dánia | 2 – 0    | 2740        |

#### Labdarúgó-világbajnokság

##### U17-es labdarúgó-világbajnokság
Egyiptom rendezte a 7., az 1997-es U17-es labdarúgó-világbajnokságot, ahol a FIFA JB hivatalnokként foglalkoztatta.

###### 1997-es U17-es labdarúgó-világbajnokság
| Időpont              | Helyszín                   | Mérkőzés típusa              | Mérkőzés                           | Eredmény | Nézők száma |
| -------------------- | -------------------------- | ---------------------------- | ---------------------------------- | -------- | ----------- |
| 1997. szeptember 11. | Városi Stadion, Port Szaíd | csoportmérkőzés (C. csoport) | Amerikai Egyesült Államok–Ausztria | 4 – 0    | 4000        |
| 1997. szeptember 5.  | Városi Stadion, Port Szaíd | csoportmérkőzés (D. csoport) | Costa Rica–Bahrein                 | 1 – 3    | 20 000      |

---
Három világbajnokság (1994, 1998, 2002 afrikai selejtező-mérkőzésen a FIFA bíróként alkalmazta.

##### 1994-es labdarúgó-világbajnokság
csoportmérkőzés
| Időpont           | Helyszín                        | Mérkőzés típusa           | Mérkőzés               | Eredmény | Nézők száma |
| ----------------- | ------------------------------- | ------------------------- | ---------------------- | -------- | ----------- |
| 1992. december 19 | Omnisport Stadion, Libreville   | előselejtező (G. csoport) | Gabon–Szenegál         | 3 – 2    | 25 000      |
| 1993. január 31.  | Félix Houphouët-Boigny, Abidjan | előselejtező (E. csoport) | Elefántcsontpart–Niger | 1 – 0    | 18 011      |

##### 1998-as labdarúgó-világbajnokság
csoportmérkőzés
| Időpont           | Helyszín                        | Mérkőzés típusa           | Mérkőzés                              | Eredmény | Nézők száma |
| ----------------- | ------------------------------- | ------------------------- | ------------------------------------- | -------- | ----------- |
| 1996. június 1.   | Independence Stadion, Bakau     | előselejtező (1. csoport) | Gambia–Libéria                        | 2 – 1    |             |
| 1997. április 27. | El Menzah Stadion, Tunisz       | előselejtező (2. csoport) | Tunézia–Libéria                       | 2 – 0    | 40 000      |
| 1997. június 8.   | Municipal Stadion, Pointe-Noire | előselejtező (3. csoport) | Kongó–Kongói Demokratikus Köztársaság | 1 – 0    | 30 000      |

##### 2002-es labdarúgó-világbajnokság
csoportmérkőzés
| Időpont         | Helyszín                    | Mérkőzés típusa           | Mérkőzés       | Eredmény | Nézők száma |
| --------------- | --------------------------- | ------------------------- | -------------- | -------- | ----------- |
| 2000. április 9 | Independence Stadion, Bakau | előselejtező (A. csoport) | Gambia–Marokkó | 0 – 1    | 20 000      |

#### Afrikai nemzetek kupája
Marokkó rendezte a 16., az 1988-as afrikai nemzetek kupája labdarúgó tornát, ahol a Afrikai Labdarúgó-szövetség (CAF) JB hivatalnokként vette igénybe szolgálatát.

##### 1988-as afrikai nemzetek kupája

###### Afrikai Nemzetek Kupája mérkőzés
| Időpont           | Helyszín                           | Mérkőzés típusa              | Mérkőzés                | Eredmény | Nézők száma |
| ----------------- | ---------------------------------- | ---------------------------- | ----------------------- | -------- | ----------- |
| 1998. február 10. | Municipal, Stadion, Bobo-Dioulasso | csoportmérkőzés (D. csoport) | Egyiptom–Mozambik       | 2 – 0    | 20 000      |
| 1998. február 16. | Municipal Stadion, Ouagadougou     | csoportmérkőzés (C. csoport) | Elefántcsontpart–Angola | 5 – 2    | 4000        |

## Szakmai sikerek
1999-ben a nemzetközi játékvezetés hírnevének erősítése, hazájában 10 éve a legmagasabb Ligában (osztályban) folyamatosan tevékenykedő, eredményes pályafutása elismeréseként, a FIFA JB felterjesztésére az 1965-ben alapított International Referee Special Award címmel és oklevéllel tüntette ki.